# Avatar 4
Avatar 4 là bộ phim điện ảnh sử thi-khoa học viễn tưởng ra mắt năm 2029 do James Cameron đạo diễn kiêm đồng biên kịch, đồng dựng phim và đồng sản xuất. Phim sẽ là hậu truyện của Avatar 3 ra mắt năm 2025 và là phần phim thứ tư thuộc loạt phim Avatar. Bộ đôi diễn viên chính của phim là Sam Worthington và Zoe Saldaña cùng một vài diễn viên từ dàn diễn viên gốc sẽ tiếp tục trở lại với vai diễn của họ từ các phần đầu tiên. Kịch bản của phần thứ tư sẽ tiếp tục được chấp bút bởi James Cameron cùng với Josh Friedman. Phim dự kiến sẽ được phát hành bởi 20th Century Studios vào ngày 21 tháng 12 năm 2029 và phần hậu truyện Avatar 5 cũng được kế hoạch ra mắt vào 2 năm sau, ngày 19 tháng 12 năm 2031.

## Diễn viên

### Chủng tộc Na'vi
- Sam Worthington thủ vai Jake Sully
- Zoe Saldaña thủ vai Neytiri
- Stephen Lang thủ vai Đại tá Miles Quaritch
- Sigourney Weaver thủ vai Kiri
- Matt Gerald thủ vai Hạ sĩ Lyle Wainfleet
- David Thewlis
- Oona Chaplin thủ vai Varang[3]

### Loài người
- Dileep Rao thủ vai Tiến sĩ Max Patel

## Sản xuất
Vào 31 tháng 7, 2017, xuất hiện thông báo về việc studio hiệu ứng hình ảnh có trụ sở tại New Zealand - Weta Digital đã bắt đầu thực hiện các phần hậu truyện của chuỗi phim Avatar. Cameron cũng khẳng định Avatar: The Tulkun Rider đang được xem như là một tựa đề khả thi cho phim.

### Casting
Tháng 8 năm 2017, Matt Gerald đã chính thức kí hợp đồng để tiếp tục trở lại trong các phần hậu truyện tiếp theo với vai diễn Hạ sĩ Lyle Wainfleet từ phần phim đầu tiên. Cũng vào thời điểm đó, trong một bài phỏng vấn với tạp chí Empire, Cameron đã tiết lộ rằng Stephen Lang sẽ không phải là người duy nhất trở lại trong tất cả bốn phần hậu truyện nhưng nam diễn viên cũng sẽ trở thành phản diện chính của tất cả bốn phần phim. Ngày 25 tháng 1, 2018, Dileep Rao được xác nhận sẽ trở lại với vai diễn Tiến sĩ Max Patel.

### Quay phim
Việc quay cả bốn phần tiếp theo được dự kiến sẽ bắt đầu đồng thời vào ngày 25 tháng 9, 2017 tại Manhattan Beach, California nhưng Cameron chia sẻ rằng việc quay phim của phần 4 và 5 sẽ được bắt đầu sau khi công đoạn hậu kỳ của hai phần tiếp theo đầu tiên được hoàn thành. Tuy nhiên, nhà sản xuất Jon Landau đã tiết lộ rằng vào tháng 2 năm 2019, một số phân cảnh chuyển động của Avatar 4 đã được quay cùng lúc với hai phần trước. Landau sau đó cũng tiếp tục tuyên bố rằng một phần ba của Avatar 4 đã được quay vì "lý do liên quan đến hậu cần". Nói kỹ hơn về việc một phần của Avatar 4 được quay trong quá trình sản xuất của phần 2 và 3, Cameron đã chia sẻ rằng "Tôi phải quay những diễn viên nhí bên ngoài. Chúng được phép lên sáu tuổi ở giữa câu chuyện trong trang 25 của phần 4. Vì vậy, tôi cần tất cả mọi thứ trước đó và tiếp theo tất cả mọi thứ sau đó, chúng tôi sẽ làm sau."
Avatar 4 cũng được trông chờ sẽ là bộ phim đầu tiên không sử dụng nhạc nền DTS và Dolby Digital truyền thống mà thay vào đó sẽ tập trung vào việc sử dụng Dolby Atmos và DTS:X.

## Nhạc phim
Vào tháng 8, 2021, Landau đã thông báo rằng Simon Franglen sẽ là cái tên cầm trịch vị trí soạn nhạc cho các phần tiếp theo của Avatar.

## Phát hành
Avatar 4 được dự kiến sẽ ra mắt vào ngày 21 tháng 12 năm 2029 và được phát hành bởi 20th Century Studios, sau khi Avatar 3 được công chiếu hai năm vào tháng 12, 2025.

## Phần tiếp theo
Phần phim thứ năm được thông báo và lên kế hoạch ấn định công chiếu vào ngày 19 tháng 12, 2031. Cameron cũng chia sẻ trong cuộc phỏng vấn với tờ ABC News của Úc rằng ông không chắc chắn về việc mình sẽ đạo diễn cho phần phim thứ năm này.